# NGC 779
NGC 779 је спирална галаксија у сазвежђу Кит која се налази на NGC листи објеката дубоког неба.
Деклинација објекта је - 5° 57' 51" а ректасцензија 1h 59m 42,6s. Привидна величина (магнитуда) објекта NGC 779 износи 11,2 а фотографска магнитуда 12,0. Налази се на удаљености од 18,473 милиона парсека од Сунца. NGC 779 је још познат и под ознакама MCG -1-6-16, IRAS 01571-0612, PGC 7544.